# Anna Mackenroth
Anna Mackenroth, född 1861, död 1936, var en schweizisk jurist. 

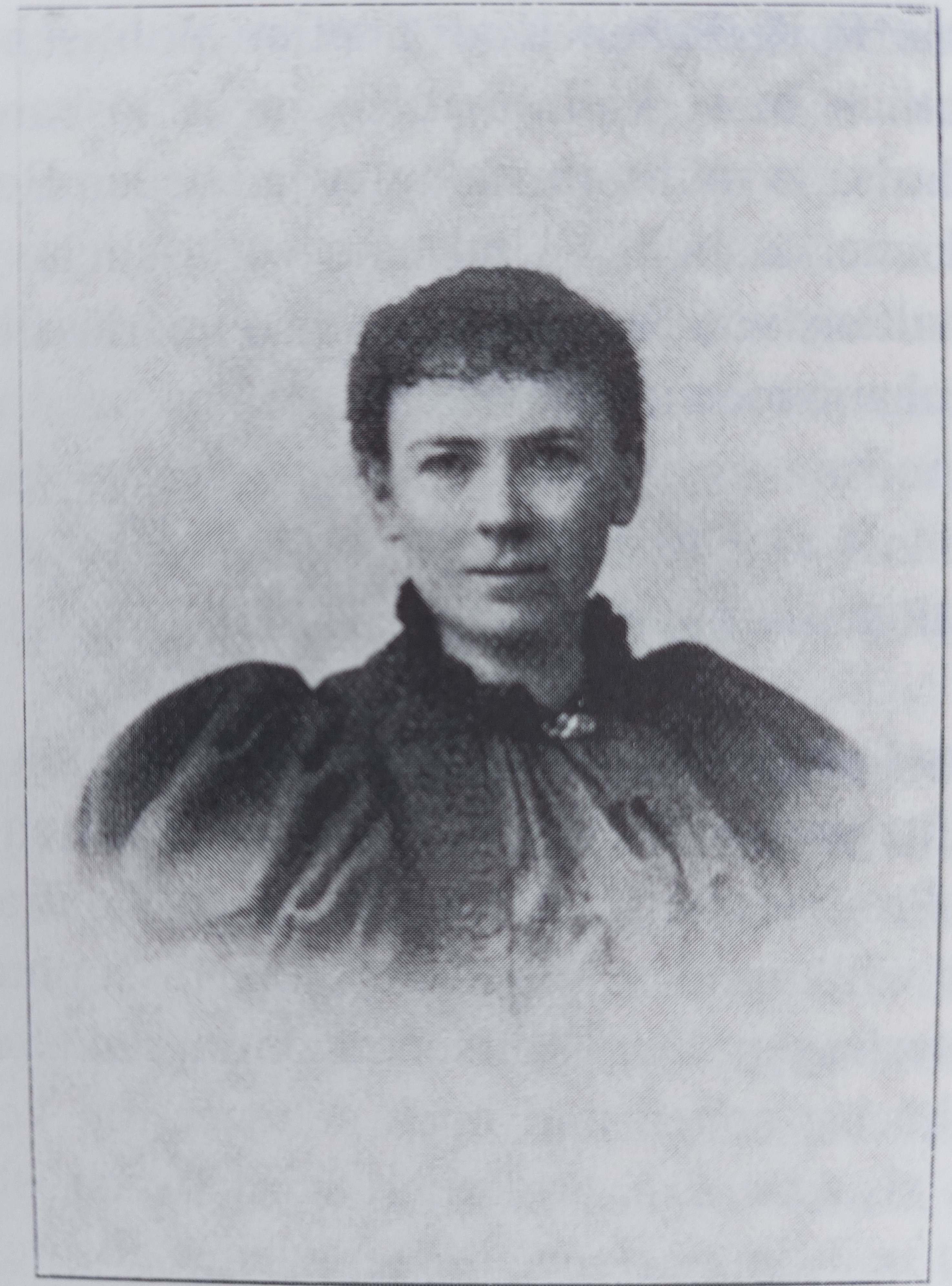
Anna Mackenroth

Hon blev 1900 landets första kvinnliga advokat.